# 이노우에 마키오
이노우에 마키오(井上 真樹夫, いのうえ まきお, 1938년 11월 30일 ~ 2019년 11월 29일)는 일본의 남성 성우이다. 아오니 프로덕션 소속. 야마나시현 출신.

## 출연작품
굵은 글씨는 주연·주요 캐릭터

## 배역
- 거인의 별 - 하나가타 미츠루
- 겟타로보 - 잭 킹
- 그레이트 마징가 - 이쿠타 신이치로
- 기동전사 건담 극장판 II/III - 슬렛거 로우
- 대공마룡 가이킹 - 피트 리차드슨
- 루팡 3세 전 시리즈 이시카와 고에몽
- 사무라이 자이언츠 - 마유즈키 히카루
- 사무라이 참프루 - 마리야 엔시로
- 사부와 이치의 체포조 - 사부(2대)
- 용자 라이딘 - 진구지 치카라
- 우리는 만화가 토키와 장 이야기 - 아비코 모토오
- 우주해적 캡틴 하록 - 하록
- 원시소년 류 - 류
- 은하영웅전설 OVA - 안스바흐
- 투장 다이모스 - 아이잠
- 캔디캔디 - 윌리엄 알버트 아드레이
- 킹덤 하츠 시리즈 - 마스터 에라쿼스